# آکام (کالیفرنیا)
آکام (به انگلیسی: Aukum) یک منطقهٔ مسکونی در ایالات متحده آمریکا است که در شهرستان ال دورادو، کالیفرنیا واقع شده‌است. آکام ۸۶۱ نفر جمعیت دارد و ۶۵۷ متر بالاتر از سطح دریا قرار دارد.